# ЗАЗ Forza
ЗАЗ Форза (англ. ZAZ Forza) — компактний автомобіль B-класу, що вироблявся на українському підприємстві АвтоЗАЗ з 2011 по 2017 рік.

## Опис моделі

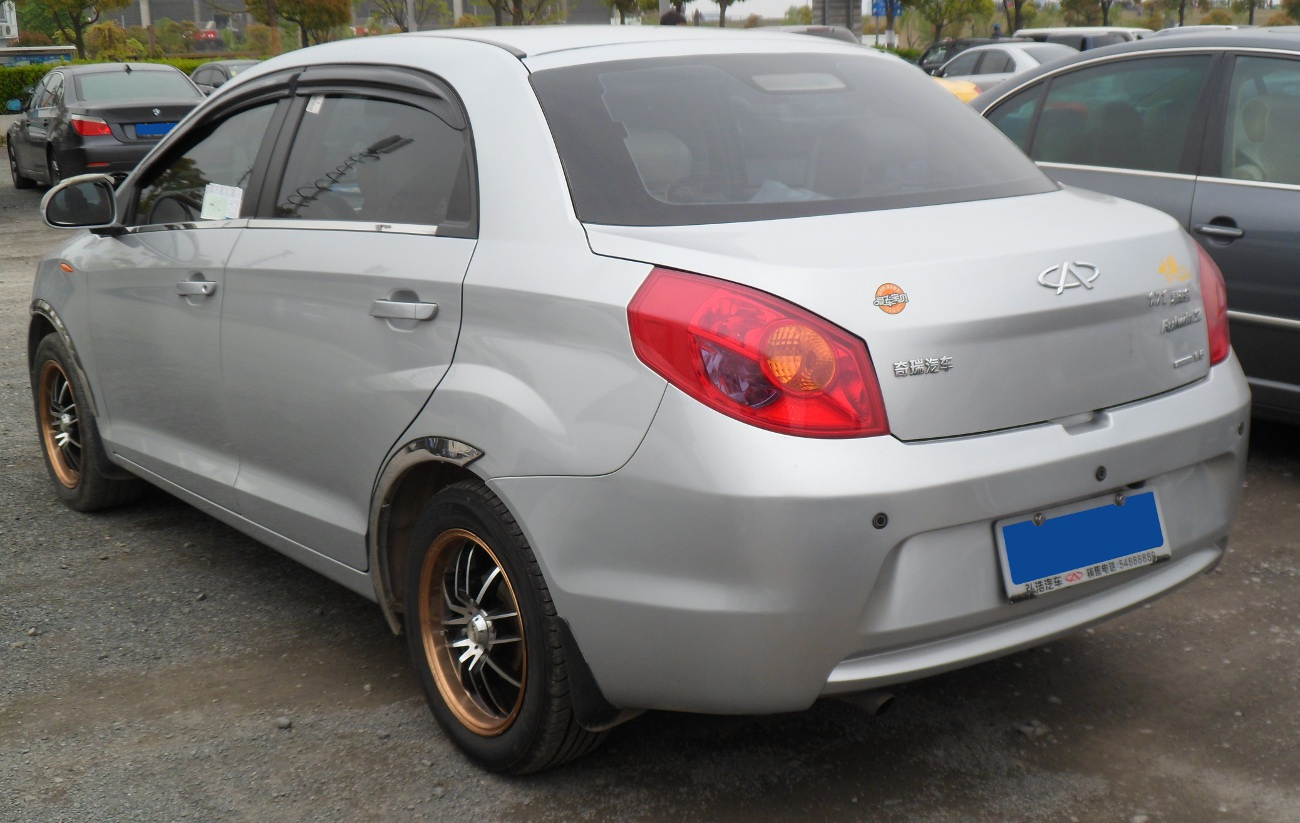
Chery Fulwin 2 ліфтбек — аналог ЗАЗ Forza (2011-2017)

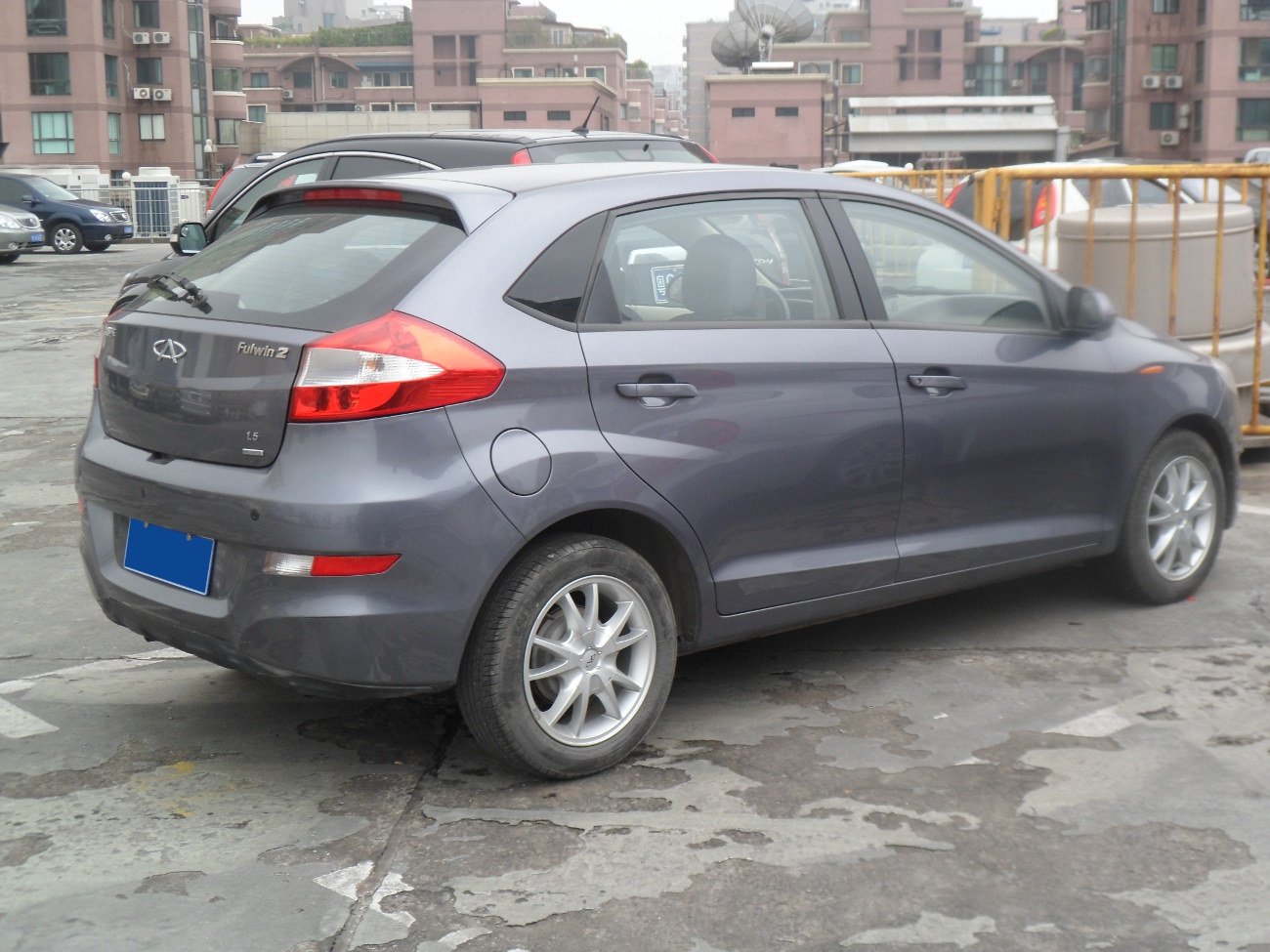
Chery Fulwin 2 хетчбек — аналог ЗАЗ Forza (2011-2017)

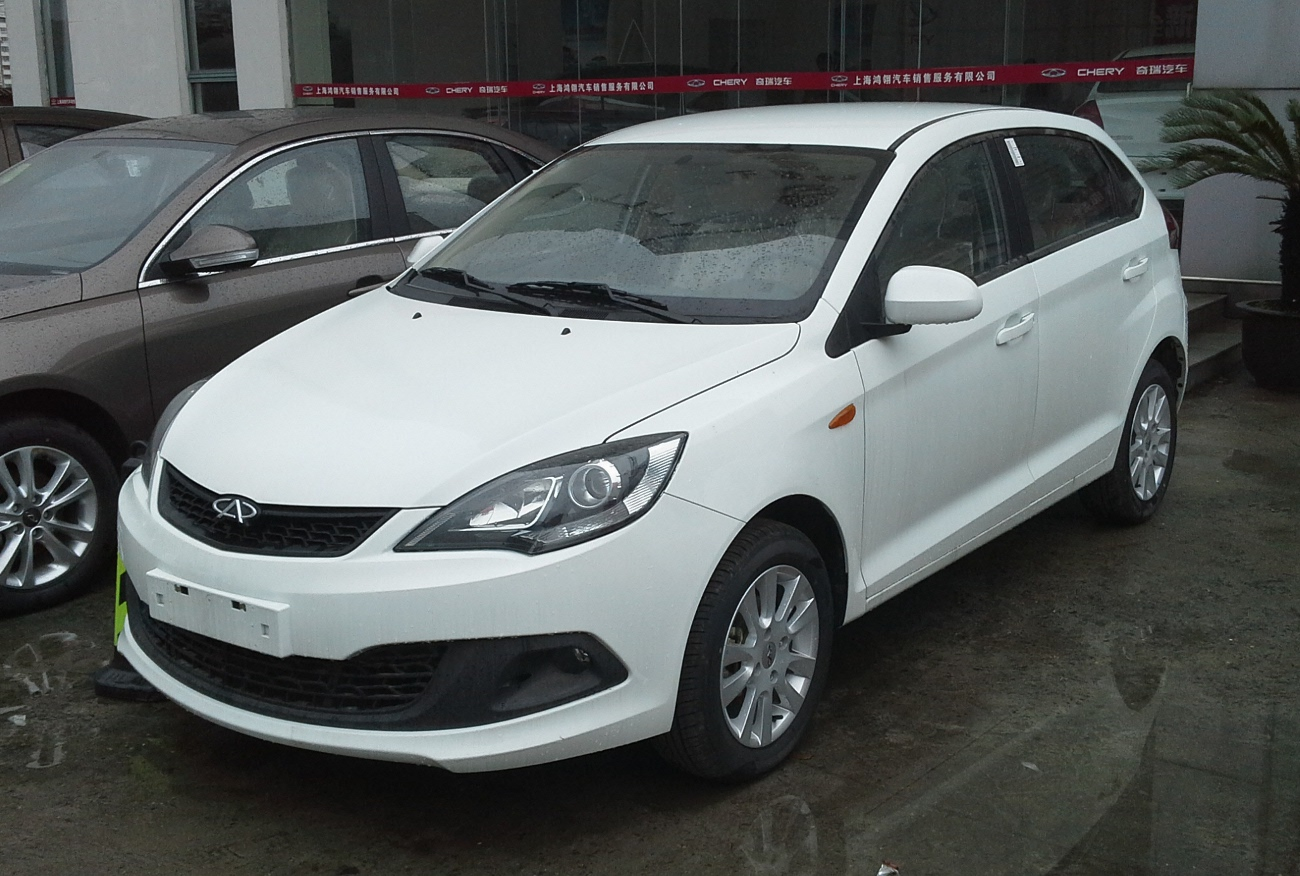
Chery Fulwin 2 хетчбек — аналог ЗАЗ Forza FL (з 2017)

У січні 2011 року Запорізький автомобілебудівний завод почав виробництво дослідно-промислової партії автомобіля ZAZ Forza на площах головного корпусу. Продуктивність конвеєра — 8 автомобілів на годину. При підготовці виробництва моделі ZAZ Forza була проведена модернізація складальної лінії.
Серійне виробництво ZAZ Forza стартувало 15 лютого 2011 року.
17 лютого 2011 року, на Запорізькому автозаводі (ЗАЗ) була представлена ZAZ Forza. Перші одиниці моделі в кузові ліфтбек вже надійшли в продаж у дилерську мережу «АвтоЗАЗ-сервіс». У кузові хетчбек модель була показана в рамках 19-го міжнародного автосалону SIA 2011 в квітні 2011 року., на ринку вона з'явилась в другому півріччі 2011 року.
ZAZ Forza - це українська збірка  китайського Chery A-13. Автомобіль ZAZ Forza випускається в комплектаціях Basic plus, Comfort, Luxury як для внутрішнього ринку України, так і на експорт. ЗАЗ планував виробляти 35,000 «Forza» на рік (з яких 50 % — продавати на внутрішньому ринку, а 50 % — поставляти в Росію), що становить понад 70% від виробництва заводу в 2009–2010 роках.
Дизайн ZAZ Forza розроблявся італійською дизайнерською студією «Torino design». Автомобіль створювався відповідно до чотирьох принципів, названих «4S»: кожне з цих слів втілено в моделі ЗАЗ Форза: •  Safety — Безпечний •  Sporty — Спортивний •  Science — Унікальний (або науковий або технічний або майстерний або природний) •  Space — Просторий.
28-29 травня 2016 року Запорізький автомобілебудівний завод представив на «Столичному автошоу», рестайлінгову версію ЗАЗ Forza FL. Модель представлена в двух варіантах кузова - седан і хетчбек та мала поставлятися на ринок з 2017 року.

## Будова автомобіля

### Кузов
Кузов ZAZ Forza закритий, суцільнометалевий, несучого типу, у двох варіантах: 5 дверний ліфтбек і 5 дверний хетчбек. Передній та задній бампери пластмасові, пофарбовані у колір кузова. Довжина автомобіля складає: 4269 мм (ліфтбек) і 4139 мм (хетчбек), ширина — 1686 мм, висота — 1492 мм, колісна база — 2527 мм. Споряджена маса — 1200 кг, повна маса — 1575 кг. Об'єм багажника 370 л, при складених задніх сидіннях — 1400 л, об'єм паливного бака 50 л.

### Двигун
Під капотом ZAZ Forza — новий 1,5 літровий двигун Chery серії Acteco, розроблений спільно з австрійською компанією AVL. Бензиновий двигун робочим об'ємом 1497 см3 16-клапанний з одновальним газорозподільчим механізмом SOHC, потужністю 109 к.с. (80 кВт), крутним моментом 140 Нм. Автомобіль за нормами токсичності відповідає вимогам Євро-4.
Максимальна швидкість автомобіля становить 160 км/год, витрата палива в міському циклі — 9,7 л/100 км в заміському циклі — 5,8 л/100 км, в змішаному — 7,2 л/100км.

### Шасі

#### Трансмісія
Трансмісію автомобіля виконано за передньопривідною схемою з приводами передніх коліс різної довжини. Коробка передач 5-ступенева механічна серії QR515MH. Восени 2011 року очікувались поставки в дилерські салони України автомобілів ЗАЗ Forza з автоматичною коробкою передач, але на 01.08.12 р. в продаж надходять авто тільки з механічною коробкою[джерело?]. На офіційний запит до АвтоЗАЗ про АКПП для ЗАЗ Forza відповіли, що АКПП з'явиться не раніше 2013 року.

#### Ходова частина
Передня підвіска незалежна типу McPherson, на поперечних важелях, з гідравлічними телескопічними амортизаторами і стабілізатором поперечної стійкості, задня підвіска напівзалежна балка з амортизаторами. Шини 185/60R15.

#### Кермо
Кермовий механізм з гідравлічним підсилювачем.

#### Гальмівна система
Гальмівна система з роздільним контуром. Наявна система ABS + EBD. Передні гальма дискові, задні — барабанні.

### Безпека
За результатами краш-тестів проведених за методикою C-NCAP (China-NCAP) 13 квітня 2010 року автомобіль Chery Fulwin 2 (аналог ЗАЗ Forza) отримав чотири зірки за безпеку.
В ході краш-тестів Chery Fulwin 2 отримав сумарну оцінку 43,1 балів із можливих 50.
| Зірки в C-NCAP з Краш-тесту |

## Комплектації
Автомобіль ZAZ Forza представлений в трьох комплектаціях: Basic plus, Comfort, Luxury.
| Комплектації ZAZ Forza                                                                     | Комплектації ZAZ Forza | Комплектації ZAZ Forza | Комплектації ZAZ Forza |
|                                                                                            | Basic plus             | Comfort                | Luxury                 |
| Безпека                                                                                    | Безпека                | Безпека                | Безпека                |
| ------------------------------------------------------------------------------------------ | ---------------------- | ---------------------- | ---------------------- |
| Сталевий кузов                                                                             | •                      | •                      | •                      |
| Високоміцні силові балки бічних дверей                                                     | •                      | •                      | •                      |
| Передні триточкові ремені безпеки з обмежувачами і з регулюванням по висоті                | •                      | •                      | •                      |
| Іммобілайзер                                                                               | •                      | •                      | •                      |
| Сигналізація                                                                               | •                      | •                      | •                      |
| Подушка безпеки водія                                                                      | •                      | •                      | •                      |
| Подушка безпеки переднього пасажира                                                        |                        | •                      | •                      |
| Система кріплення дитячих сидінь ISO-FIX                                                   | •                      | •                      | •                      |
| Гальмівна система з роздільним контуром                                                    | •                      | •                      | •                      |
| ABS + EBD                                                                                  |                        | •                      | •                      |
| Задній парктронік                                                                          |                        | •                      | •                      |
| Функціональність                                                                           |                        |                        |                        |
| Кондиціонер                                                                                |                        | •                      | •                      |
| Підігрів передніх сидінь                                                                   |                        | •                      | •                      |
| Регульована по висоті рульова колонка                                                      | •                      | •                      | •                      |
| Гідропідсилювач керма                                                                      | •                      | •                      | •                      |
| Передні і задні електросклопідйомники                                                      | •                      | •                      | •                      |
| Центральний замок з дистанційним управлінням                                               | •                      | •                      | •                      |
| Дистанційне управління відкриття багажника                                                 | •                      | •                      | •                      |
| Підсвітка переднього ряду салону                                                           | •                      | •                      | •                      |
| Інтер'єр                                                                                   |                        |                        |                        |
| Підсвітка панелі приладів червоним кольором (Techno Red)                                   | •                      | •                      | •                      |
| Датчик міжсервісного інтервалу                                                             | •                      | •                      | •                      |
| Датчик миттєвої витрати палива                                                             | •                      | •                      | •                      |
| Тканинна оббивка салону                                                                    | •                      | •                      | •                      |
| Механічне регулювання сидіння водія і пасажира в 4-х напрямах                              | •                      | •                      | •                      |
| Екстер'єр                                                                                  |                        |                        |                        |
| Сталеві диски                                                                              | •                      | •                      |                        |
| Легкосплавні диски 6Jx15                                                                   |                        |                        | •                      |
| Ковпаки на стальні диски                                                                   |                        | •                      |                        |
| Колеса 185/60R15                                                                           | •                      | •                      | •                      |
| Передні протитуманні фари                                                                  | •                      | •                      | •                      |
| Задні протитуманні фари                                                                    | •                      | •                      | •                      |
| Зовнішні дзеркала заднього виду з електроприводом, підігрівом і пофарбовані в колір кузова | •                      | •                      | •                      |
| Додатковий стоп-сигнал на задньому склі                                                    | •                      | •                      | •                      |
| Аудіосистема                                                                               |                        |                        |                        |
| Магнітола з USB mp3-плеєром                                                                |                        | •                      | •                      |
| 2 динаміки                                                                                 | •                      |                        |                        |
| 4 динаміки                                                                                 |                        | •                      |                        |
| 6 динаміків                                                                                |                        |                        | •                      |
| Запасне колесо                                                                             |                        |                        |                        |
| Повнорозмірне запасне колесо                                                               | •                      | •                      | •                      |

## Ціна
Спочатку в Україні була доступна ZAZ Forza в комплектації Comfort за ціною 83 900 грн. Через місяць, в березні 2011 року, у продажу з'явилася базова комплектація за ціною 79 900 грн. і топова комплектація Luxury за ціною 87 900 грн. В квітні 2011 року ZAZ Forza почали постачати на експорт у Росію, тільки під маркою Chery A13 (Chery Bonus — ліфтбек; Chery Very — хечбек).

## Гарантія
Гарантія на автомобіль становить 3 роки або 100 000 км.

## Виробництво та продаж
| Рік                    | Виробництво (Україна) | Продаж (Україна) |
| ---------------------- | --------------------- | ---------------- |
| 2011                   | 4318 (+ 5882 A13)     | 2592             |
| 2012                   | 1322 (+ 3000 A13)     | 3296             |
| 2013 (січень-вересень) | ?                     | 1153             |